# Kaiwi Lyman-Mersereau
Kaiwi Lyman-Mersereau (nacido el 13 de mayo de 1983) es un actor de Honolulu, Hawái. Es conocido por sus papeles coprotagonistas en Den of Thieves, American Violence y Hickok.

## Filmografía
| Año  | Título                                                     | Papel                                   |
| ---- | ---------------------------------------------------------- | --------------------------------------- |
| 2005 | Breaking Vegas (serie documental)                          | Norman Packard                          |
| 2005 | Frankenstein vs. the Creature from Blood Cove              | Surfer 2                                |
| 2006 | Trespassers                                                | Colin                                   |
| 2006 | A Little Light (cortometraje)                              | Mike (como Kaiwi Lyman)                 |
| 2006 | Untold Stories of the ER (serie documental)                | Kyle Jeeter                             |
| 2008 | Douchebag Beach: A Love Story (cortometraje de televisión) | Kai (2008) (como Kaiwi Lyman)           |
| 2008 | Mind of Mencia                                             | Kurt Cobain                             |
| 2008 | CSI: Miami                                                 | Crypt King                              |
| 2008 | The Dark Path Chronicles                                   | Biker                                   |
| 2009 | Outpost (cortometraje)                                     | Jake Preston (como Kaiwi Lyman)         |
| 2010 | Twentysixmiles                                             | Surfer 2                                |
| 2010 | Mega Shark Versus Crocosaurus                              | USS Argonaut Officer (como Kaiwi Lyman) |
| 2011 | Mega Python vs. Gatoroid                                   | Tom                                     |
| 2011 | The Young and the Restless                                 | Chester                                 |
| 2011 | Born Bad                                                   | Frankie                                 |
| 2012 | Hawaii Five-0                                              | Kevin Creed                             |
| 2014 | Android Cop                                                | Wescott                                 |
| 2015 | Circle                                                     | Bearded man                             |
| 2015 | Jane the Virgin                                            | Zed                                     |
| 2016 | Fresh Off The Boat                                         | White Guy                               |
| 2016 | Ice Sharks                                                 | Michael                                 |
| 2016 | Grace and Frankie                                          | Skipper                                 |
| 2016 | Traded                                                     | Jed                                     |
| 2016 | The Amityville Terror                                      | (como Kaiwi Lyman)                      |
| 2016 | Animal Kingdom                                             | Sett (Surfer)                           |
| 2016 | Ray Donovan                                                | Photographer                            |
| 2016 | Westworld                                                  | Branding Soldier                        |
| 2017 | American Violence                                          | Jackson Shea                            |
| 2017 | Flaked                                                     | Scott                                   |
| 2017 | American Horror Story: Cult                                | Gutterball                              |
| 2017 | Hickok                                                     | John Wesley Hardin                      |
| 2018 | Den of Thieves                                             | Tony Z Zapata                           |
| 2018 | The Final Wish                                             | Derek                                   |
| 2019 | The Outsider                                               | James Walker                            |
| 2020 | Juicy Girl (cortometraje)                                  | Michael Johnstone                       |
| 2021 | Copshop                                                    | Barnes                                  |
| 2023 | Sympathy for the Devil                                     | Colega                                  |
| 2024 | Detonantes                                                 | Ghost                                   |